# Strijkkwartet nr. 12 (Weinberg)
Mieczysław Weinberg schreef zijn Strijkkwartet nr. 12 tussen augustus 1969 en mei 1970.
Weinberg moest vervolgens drie jaar wachten op een uitvoering. Op 14 april 1973 werd het uitgevoerd door de solisten uit het Kamerorkest van Moskou; plaats van handeling was de kleine zaal van het Conservatorium van Moskou. De invloed van Weinbergs collega Dmitri Sjostakovitsj, die in dezelfde tijd schreef aan zijn Strijkkwartet nr. 13, is ook hier hoorbaar. Toch constateerde de tekstschrijver van het boekwerkje  bij de cpo-uitgave, David Fanning, hier meer invloeden van Béla Bartók, met name diens Strijkkwartetten nr. 3 en nr. 4. Andersom vond Fanning in het eerste deel een opzet (een eenzaam klinkende cellopartij) die erg veel lijkt op eenzelfde fragment in de Symfonie nr. 15 van Sjostakovitsj van een jaar later. Ook het Strijkkwartet nr. 3 van Benjamin Britten uit 1975 houdt Fanning schatplichtig aan het strijkkwartet van Weinberg, een passage in deel 4. In deel vier schreef Weinberg de ongebruikelijke maatsoorten 5/4 en 7/8 voor.
Weinberg verdeelde zijn twaalfde strijkkwartet in vier delen, waarbij beide buitendelen in relatief langzame tempi gaan:
- Largo
- Allegretto
- Presto
- Moderato